# Église Saint-Vigor de Marly-le-Roi
Pour les articles homonymes, voir Église Saint-Vigor.
L’église royale Saint-Vigor Saint-Étienne est une église catholique située à Marly-le-Roi, en France, construite en 1688 par Mansart.

## Localisation
L'église est située dans le département français des Yvelines, dans la commune de Marly-le-Roi au 17 Bis Rue de Saint-Cyr.

## Historique
L’église royale Saint-Vigor Saint-Étienne de Marly-le-Roi est un cadeau de Louis XIV aux habitants de Marly-Chastel et Marly-Bourg, village regroupant alors deux paroisses.
Après avoir acquis la baronnie de Marly-le-Chastel en 1676 à la famille de Montmorency, Louis XIV décide d’y construire une nouvelle résidence royale (1679-1685).
Auparavant, deux églises existaient à Marly le Roi : Saint-Etienne de Marly-le-Bourg et Saint-Vigor de Marly-le-Chastel. Saint-Etienne est alors en ruines et Saint-Vigor en piteux état.
Louis XIV fait fusionner les deux paroisses préexistantes en 1681, mandate son architecte Jules Hardouin-Mansart et offre sur ses deniers personnels la construction d’une nouvelle église à l’emplacement de l’ancien sanctuaire du XIe siècle.
La première pierre est posée le 24 avril 1688 par le contrôleur du château de Marly, Louis de Rusé. Elle sera consacrée à peine un an plus tard, le 1er avril 1689. 
En 1710, le maître-autel de l’ancienne chapelle du château de Versailles ayant vu le mariage morganatique de Louis XIV avec Madame de Maintenon est installé dans l’église.
En 1789, l’église est vidée de ses meubles, les chasses des reliques en bronze sont fondues pour faire des canons.
Des quatre cloches d’origine ; trois sont descendues pendant la Revolution pour être fondues en 1794, le bronze étant réemployé dans la fabrication de canons. La grosse cloche restante de 3500 livres est descendue en 1824, et fondue pour donner naissance aux deux cloches actuelles appelées Antoinette et Eléonore.
L’église est inscrite en 1977 à l’Inventaire supplémentaire des monuments historiques avec divers éléments comme les anges de Jean-Baptiste Jouvenet.

## Description
Seule église rurale construite par Mansart, le projet marlychois est un mélange d’éléments architecturaux traditionnels et modernes. Il s’inspire d’une de ses dernières réalisations : l’église Notre-Dame à Versailles. 
La nouvelle église, dont la façade est trapue, surmontée d’une croix à fleur de lys, avec un clocher haut de 42 mètres, est tournée vers le midi.
La conservation d’un oculus au-dessus de la porte et d’un clocher latéral élancé est directement héritée de la tradition des églises gothiques françaises à laquelle les Marlychois étaient probablement attachés.
Mansart apporte des innovations en adoptant, dans l’ordonnancement des façades, le chaînage vertical popularisé alors par la place des Vosges. 
La décoration intérieure est dans un premier temps d’une grande sobriété, avant que soient installés les éléments de l’ancienne chapelle du château de Versailles, dont le maître-autel en marbre avec des statues d’anges (classées Monuments Historiques en 1905).
Sous une marche du chœur se trouvent les entrailles d'Alexandre Bontemps, premier valet de chambre du roi, gouverneur de Marly et de Versailles.
A droite de l’autel, devant la sacristie, se trouve la chapelle du calvaire où le Christ en croix repose sur un support qui est le dossier du siège qu’occupait Louis XIV à l’église.
Au-dessus de la porte de la sacristie, on peut voir la cloche nommée Ave Maria, datée de 1473, provenant du prieuré Saint-Etienne, qui fut donnée à l’église à la fin du dix-neuvième siècle, par les propriétaires du Chenil, et sur laquelle est gravée un saint Michel terrassant un dragon.
Au transept gauche de l’église, l’autel est dédié à saint Thibaut de Marly. De chaque côté se trouvent des vitraux, dont l’un dû, en 1903, au maître-verrier Hirsch. Il représente le saint offrant au roi Louis IX et à son épouse Marguerite de Provence une corbeille de onze lys, présage des onze enfants qu’ils auront.
La tribune d’orgue et la chaire sont en chêne sculpté.
Le mobilier liturgique actuel (autel, ambon et siège de présidence, en onyx et bois) a été réalisé par l'artiste Jean-François Ferraton en 2018.